# Miconia griffisii
Miconia griffisii là một loài thực vật có hoa trong họ Mua. Loài này được J.F. Macbr. mô tả khoa học đầu tiên năm 1929.